# Кособудский, Лукаш
Лукаш Кособудский (пол. Łukasz Kosobudzki, англ. Lukasz Kosobudzki; 11 февраля 1989) — польский шашист. Чемпион Польши по международным шашкам (2015, 2017), участник чемпионатов Европы 2010 года (18 место), 2022 года (18 место) и 2024 года (47 место). Мастер ФМЖД.
Член (с 17 сентября 2018 года) символического клуба победителей чемпионов мира Роба Клерка.
FMJD-Id: 13297